# 세컨드 (음악 그룹)
세컨드는 대한민국의 음악 그룹이다. 2016년 EP 《아몰라 미워》로 데뷔했다.

## 방송
- 내일은 미스트롯 (2019) - Top38
- 헬로트로트 (2021) - Top77(63위)
- 현역가왕 (2023) - Top25

## 음반
- 아몰라 미워 (2016)
- 키스해 주세요 (2018)
- 술술술 (2021)